# 8204 Takabatake
8204 Takabatake (1994 GC1) là một tiểu hành tinh vành đai chính được phát hiện ngày 8 tháng 4 năm 1994 bởi K. Endate và K. Watanabe ở Kitami.